# Epocha
Az epocha egy meghatározott időpont, amihez a naptárhasználó népek az időszámításukat igazítják. A szó jelentése: korszak.
Ettől a kezdőponttól számlált időadatok összessége az éra. Jól ismert az ókori görögök által használt olümpiai éra, amelynek epochája az i. e. 776-os esztendő (az olimpiai győztesek neveinek első feljegyzési éve). A rómaiak Róma város mondabeli alapításától (ab urbe condita i. e. 753) számították érájukat.
A jelenleg általunk használt keresztény éra kezdő időpontja Jézus születésének korábban valószínűsített éve.
A mohamedánok Mohamed Mekkából való menekülésétől (622) számítják éveiket.
Az időtartamok meghatározására – mely a csillagászatban igen gyakori feladat – legegyszerűbben használható éra a 16. század végén alkotott julián dátum. Ennek epochája i. e. 4713. január elseje, déli 12 óra világidő. Azért választották ezt az időpontot, mert Joseph Scaliger úgy vélte, hogy ennél korábbi, pontosan datálható esemény sohasem válik ismertté, így ettől az epochától számítva nem kell időszámítás előtti vagy utáni eseményekről beszélni (mint például „Krisztus előtt” – „Krisztus után”).
1987. december 31. (1988. január 0.) 12 óra UTC és 1988. január 1-je 12 óra UTC közötti időszak a Julián-éra 2 447 161. napja volt.
Az epocha gyakran használatos a csillagászatban. A látszólag állandó helyzetű égi objektumok koordinátái, valamint a csillagtérképek a koordináta-rendszer(ek) időbeli változása miatt szigorúan véve egy adott időpontra vonatkoznak, amelyet a térkép vagy katalógus epochájának neveznek, ami az adott dokumentum elválaszthatatlan része. Az adat időpontját gyakran így jelölik: J2000, ami egy konkrét időpontot jelöl: 2000. január 1-je, déli 12 h TT (terrestrial time). Ebből kiindulva kiszámítható az adat egy későbbi (vagy korábbi) időpontbeli értéke, meghatározható hibahatárokon belül.
Léteznek olyan katalógusok is, ahol a benne szereplő objektumok epochája különböző, amelyet az objektum koordinátája mellett feltüntetnek.